# Xanthoprepes marginata
Xanthoprepes marginata är en fjärilsart som beskrevs av W. Warren 1900. Xanthoprepes marginata ingår i släktet Xanthoprepes och familjen mätare. Inga underarter finns listade i Catalogue of Life.